# لويس خيمينيز (أستاذ جامعي)
لويس خيمينيز (بالإنجليزية: Luis Jiménez)‏ هو نحات أمريكي، ولد في 30 يوليو 1940 في إل باسو في الولايات المتحدة، وتوفي في 13 يونيو 2006 في Hondo, New Mexico ‏ في الولايات المتحدة.